# 千住葱

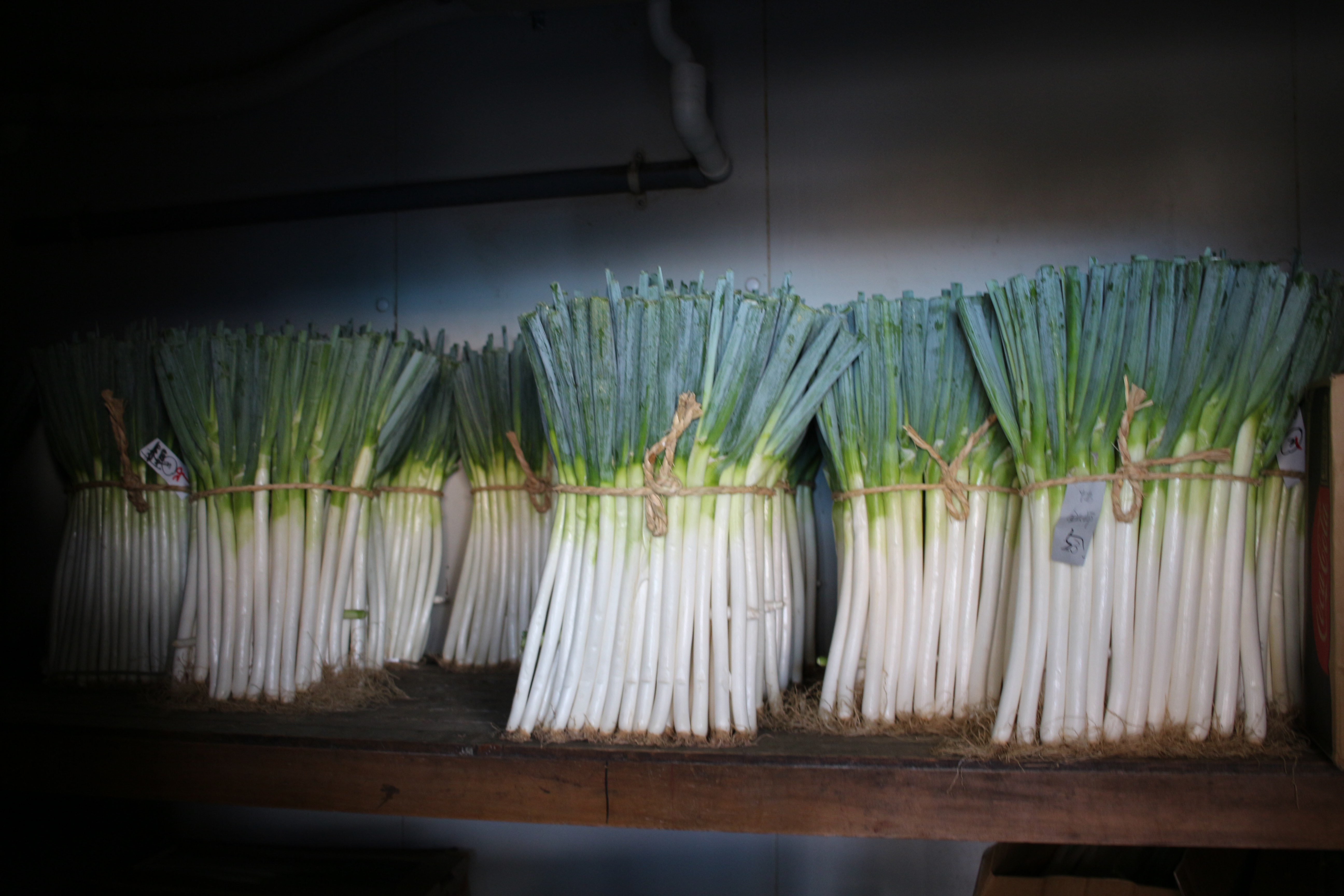
千住葱

千住葱（せんじゅねぎ）は、かつて足立区を中心に栽培されていた江戸東京野菜で、千住河原町付近にある市場で取引される葱の総称をいう。大坂城落城後に現在の江東区砂町に種を持ち込まれたのが、葱栽培の始まりとされている。2017年（平成29年）現在、埼玉県下の農家が栽培した葱が取引されており、少量ながら足立区内でも栽培されている。

## 歴史

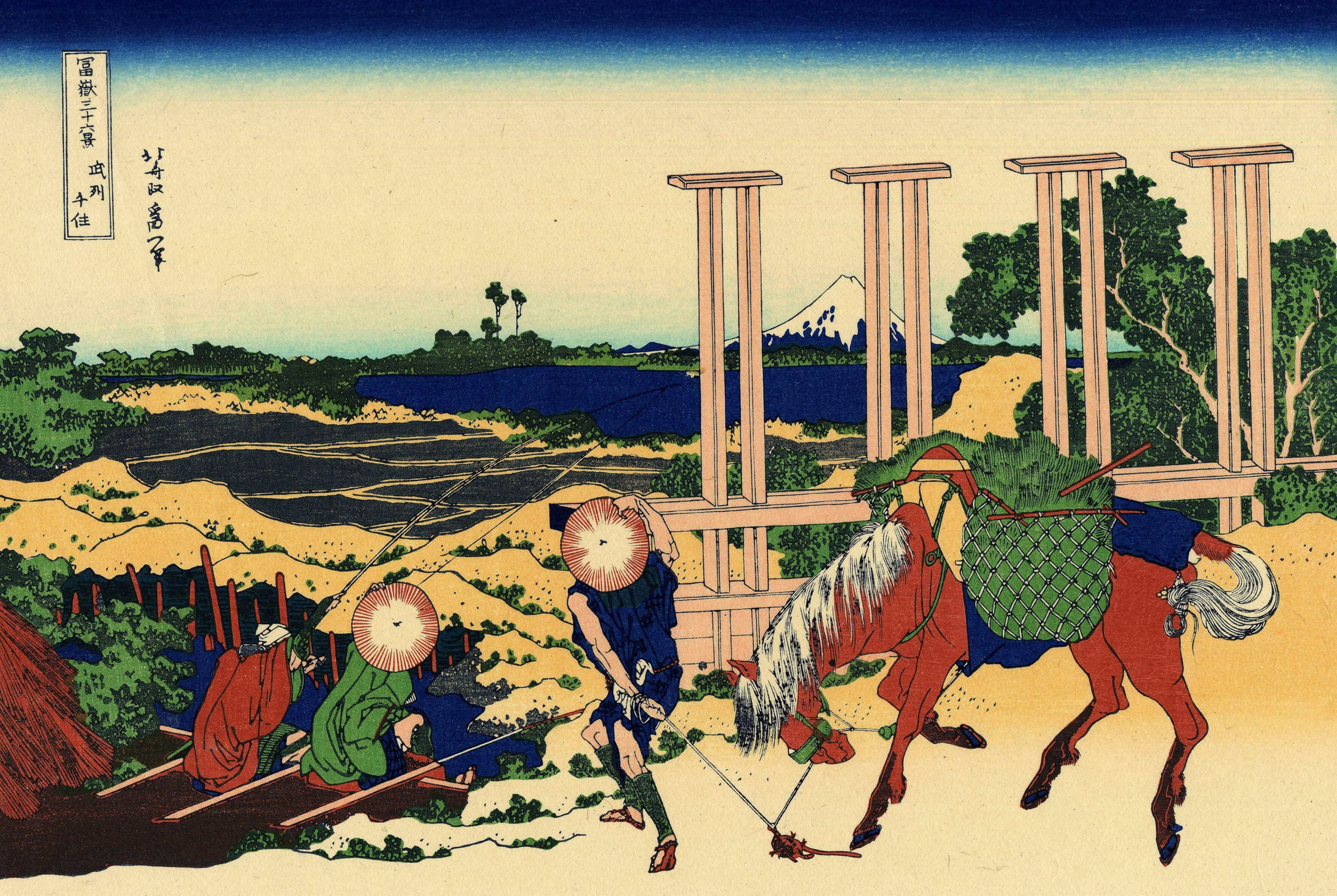
葛飾北斎 『富嶽三十六景』より14番 『武州千住』

ネギ属は主に北半球に分布し、500種以上を含んでいる。この属にはタマネギ、ニンニク、ネギなどのように数千年前から栽培された古い野菜が含まれる。ネギの原産地は中国西部またはシベリアとされる。原種はアリウム・アルタイクム（Allium altaicum）といわれ、ネギより草丈が低く球は小さい。中国では約2200年前の『礼記』などに記述がみられ、その頃には栽培されていたと推定される。
ネギはヨーロッパ（16世紀末）、アメリカ（19世紀）に伝わっていたがあまり普及することはなく、東洋（特に日本）で多く栽培がみられる。日本に渡来した時期は古く、『日本書紀』の仁賢天皇6年9月（493年）に「秋葱（あきぎ）」の名が出ている。『本草和名』（918年）では和名「岐（き）」、『和名抄』（931年）では葱、和名「紀（き）」、冬葱を「布由木（ふゆぎ）」と記述していて古くからネギの栽培がおこなわれていたことがわかる。
千住葱の原産地は、江戸東部にあった砂村（現在の江東区砂町）とされる。起源としては天正年間（1573年～1593年）や大坂城落城時（1615年）と諸説あるが、大阪から種子を持ち込まれ、品種改良・育成を重ね葛飾・足立に広まったといわれる。
原種となったネギは、「難波葱（なんばねぎ）」という仮説がある。このネギは中国から渡来してきたネギが大坂に定着したもので、さらに大坂から京都に種が運ばれて風土に合わせて改良されたものが「九条葱」となった。難波葱の種を大坂から砂村に運んで栽培したものが「砂村葱」となり、砂村葱が千住付近で栽培されたものが本種である。本種の本格的な生産は明治中期以降とされ、この時期に産地名にちなんで「千住葱」と呼ばれるようになった。
当初は青い部分を食す葉葱であったが、江戸の気候が大坂に比べて寒く霜枯れするため、白い部分を食すようになり、更に土寄せをして葉柄部分を軟白するようになって、現在の根深葱の形態になった。
千住葱は千住青物市場に出荷され、その質の良さから名声が高まった。蕎麦屋を始めとした業界筋からは「千住葱でなければ」と評されるほどの品質を保っていた。
第二次世界大戦の時期、千住葱は他の野菜類とともに受難の時期を迎えた。栽培は徐々に減らさざるを得なくなり、品種を維持するのがやっとの状態だった。終戦後の立ち直りは早かったが、これはネギ類の交雑性の低さに加えて、自家採種による種子の保存が功を奏したものと考えられる。
ネギ類は栽培期間が長く、広い農地を有している農家でないと栽培が出来ないことから、都市化の進行や相続で、農地面積が小さくなった農家では、栽培を断念せざるを得なくなった。そのため千住葱の産地は、葛飾区新宿や埼玉県に移って行った。千住青物市場も1945年（昭和20年）に足立市場に移転し、1979年（昭和54年）9月には北足立市場に青果部が移転した。ただし千住葱商組合は、千住青物市場発祥の地である千住河原町に残留して「千住山柏青果物市場」で葱の商いを続け、「千住葱」のブランドを守っている。2020年代に入った現在でも同地域周辺には、葱を専門に扱う「葱商」と呼ばれる青果問屋が数軒あり、飲食店等に納めているほか、一部はそこからさらに大田市場や豊洲市場などに出荷されている。
JA東京グループは、葛飾区東金町の葛西神社に「千住ネギの産地」という屋外説明板を設置している。2011年（平成23年）にJA東京中央会は「江戸東京野菜」を商標登録し、千住葱（千住一本ネギ）を含む34種類の野菜を認証した。
葛飾北斎による富嶽三十六景の14番「武州千住」の、馬の背のカゴに入っているものは「葱」であるという仮説もある。

## 品種とブランド
ネギは古くからある野菜としては変異性が強くないため、品種数はそれほど多くはない。中国から日本に渡来した時期に、すでに太ネギ（根深ネギ）と葉ネギ（九条ネギなど）に分化していたものと推定されている。
日本のネギは、加賀、九条、千住の三品種群に大別される。加賀は太ネギで耐寒性に優れ、九条は葉ネギで年間を通して収穫される。千住は太ネギ（根深ネギ）で秋冬に多く出荷されている。ネギの生産は、愛知県を境として東日本では葉鞘の白くなった部分（俗に白根と呼ばれる）を食する千住群や加賀群の根深ネギ、西日本では緑色の部分を食べる葉ネギ（九条など）に分かれている。
関東地方は、根深ネギ栽培の好適地である。葉ネギが耕土の浅い西日本で多く栽培されたのに対して、耕土の深い場所が多い東日本では根深ネギが多く作られる。
千住葱は、根深ネギの代表的な品種とされる。その中にもいくつか系統があり、千住系品種と総称される。当初は分けつ性（株分かれする性質）があったが、明治時代に改良が試みられて分けつしない一本ネギの形態になったものとの推定がなされている。
主な品種として千住赤柄（せんじゅあかがら）、千住黒柄（せんじゅくろがら）、千住合黒（せんじゅあいぐろ）、千住合柄（せんじゅあいがら）がある。この4系統は大正時代に分類されたもので、葉の色の緑が濃いものから薄いものへと4段階に分かれ、さらにその中にも「黒昇」（千住黒柄）、「金長」（千住合柄）、「石倉」（千住合黒）、「玉喜」（千住赤柄）などの固有名を持つ品種が細分化されて存在していた。
- 千住赤柄：葉は淡緑色で多少分けつがみられる。収穫量は多いが品質はやや落ちる。冬季でもよく成長する[4][22][6]。
- 千住黒柄：夏から出荷可能な品種で、葉の色は濃緑色。品質は極上で耐暑性に優れた品種だが、秋から冬にかけての生長はやや劣る[4][24][22][6]。
- 千住合黒：耐暑性・耐寒性がともに優れ、品質が高い[22]。
- 千住合柄：千住間柄とも表記される[4][24][5]。低温でも生長可能で、赤柄と黒柄の中間的な性質を持つ。千住系の品種としてはもっとも普及している[4][24][5][6]。
- その他：合柄系品種と赤柄系品種の中間型として、合赤系を区別する場合がある[25]。ただし、赤柄系や合赤系の品種は廃れている[25]。

地域の篤農家は明治から昭和にかけて品種改良の試みを続けてこれらの品種は各地に広まり、深谷・越谷・石倉・利根などの千住系品種の有名産地が誕生した。昭和30年代になって葛飾の篤農家、長谷準太郎・清治父子が育成した千住合柄系の「金長」は品質・収量とも優れていて、日本全国で栽培が行われた。なお、千住系品種の伝播は関東地方に限定されず、新潟県（五千石ネギ）、山口県（安岡ネギ）などがみられる。
千住葱のブランドとしては、固定種の「江戸千住葱」、「千住一本ネギ」、葛飾区新宿で栽培されている「新宿一本ねぎ」などがある。

## 千住葱と千寿葱
千住青物市場にルーツをもつ千住河原町の葱商のうちの一軒、葱茂が千住葱（千住ネギ）にちなみ「千寿葱」という商標で長葱の販売を行っている。「千寿葱」はF1種（1代雑種）であり、伝統野菜（固定種）としての千住葱とは区別される。同社（葱茂）によれば千寿葱は、①糖度が高い、②巻きが多い、③加熱すると甘みが増すなどの特徴があり、冬は埼玉産、夏は栃木産の葱のうち、「名人と呼ばれるたしかな作り手のものだけを選んでおり」、太くて上質なものを市場などに出荷しているという。

## 栽培法
ネギの生育には耕土が深く、保水性に優れた土壌が適している。千住葱は土寄せして栽培するため、崩れやすい性質を持つ砂や火山灰土は適していない。千住を含む東京の東部は旧利根川、荒川などの河川が運んだ土砂による沖積地で、適度な水分と砂と粘土が混合した土壌であり、ネギの栽培に向いていた。
千住系の品種は冬季の休眠が浅く生長を続けるため、周年生産用として広く栽培される。作型はその収穫時期によって秋冬どり、春どり、夏秋どりに大別されている。秋冬どり栽培のうち年内どりの品種には品質が高く耐暑性のある千寿合黒系、年明けどりには多少分けつするが低温伸長性がある千住合柄系が使用され、3月以降に出荷する品種には、晩抽性（ばんちゅうせい）が必要となる。
発芽の適温は15-25度、生育の適温は15-20度とされている。苗を移植栽培し、土寄せを行って葉鞘の部分を軟白して播種後220日で収穫可能になる。栽培期間が長いため風雨の被害を受けやすく、これらが誘因となる病害を起こしやすい。この品種は酸性土壌を嫌うため、苦土石灰などを散布して土壌のph値を調整する。

## 調理法と利用

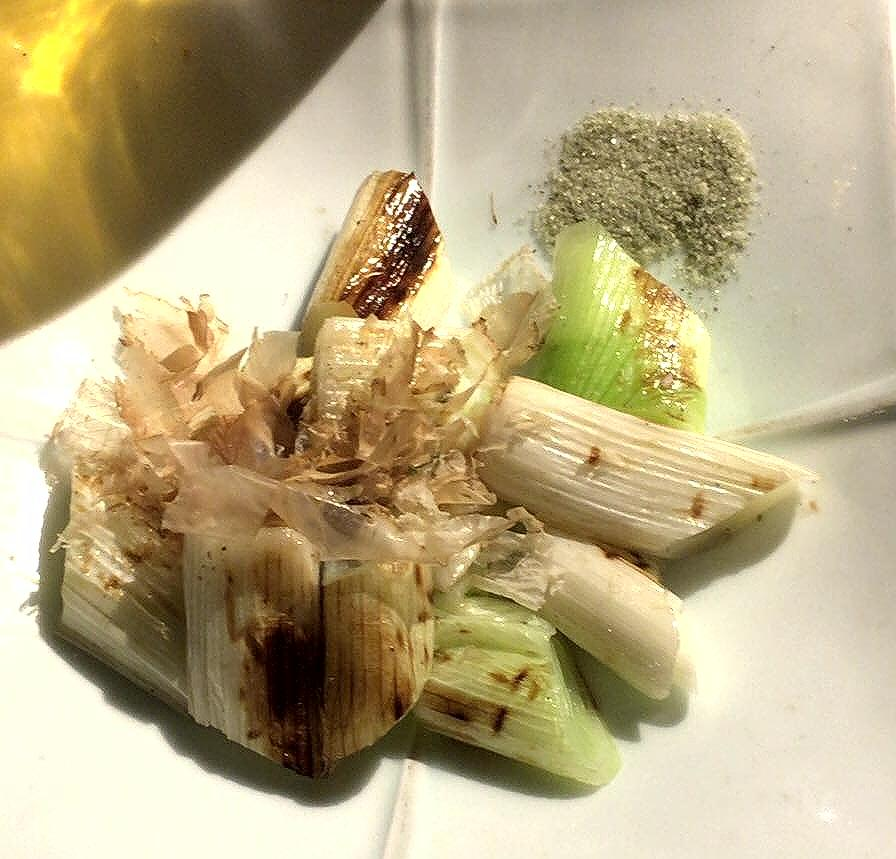
千住ネギ焼き 一歩一歩

品種とブランドの節で既に述べたとおり、千住葱を含む根深ネギは土寄せをして軟白された葉鞘の白くなった部分を主に食するが、緑色になった葉の部分も柔らかくて味が良く、薬味などに使うことが可能である。葉柄の白くなった部分が長くてよくしまったものが、千住葱の良品とされている。生食では葉の部分も含めて薬味に使い、加熱料理では炭火焼、鍋物の具、味噌汁の具などに広く使われる。
品質の良い千住葱は鍋物や煮物などにして火を通しても、煮崩れせず甘みが出て美味である。「千住葱炒め」、「千住葱串カツ」など、加熱して引き出した葱の甘みを活かすレシピも工夫され、千住地区の飲食店で食べることも可能である。また、全日本空輸の2009年の国際線ファーストクラス機内食において、マンダリンオリエンタル東京による千住葱のテリーヌがメニューに加わっていた。すき焼きの名店と称される人形町今半のすき焼きには、千住葱が使われている。
足立区千住中居町の成田酒店では、千住ならではの「千住ねぎ焼酎」を取り扱っている。この焼酎の製造元は滋賀県の太田酒造で、多様な農産物を素材に、ワインから日本酒・焼酎などを醸造している。太田酒造の創立者の先祖には太田道灌がいて、江戸城築城の時期には千住に住んでいた。その縁で、江戸時代に千住市場から多く出荷された葱を使って焼酎を作ったという。
東京都台東区の『Craft Burger & Grill JIRO』では、千住葱と千住葱の葱味噌を使用した、浅草の『葱善』とのコラボレーション商品、「千住葱バーガー」をメニューに加えている。

## その他

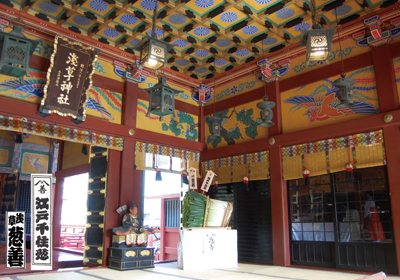
浅草神社に奉納される千住葱

### 食育

#### 給食
学校給食の場において台東区内の千束小学校、田原小学校では献立名に「千住葱」と書かれたすき焼きなどのメニューがある。根岸小学校にはブランド豚であるTOKYO Xを一緒に使った献立もある。
また、忍岡中学校では地産地消を考える対象として千住葱を取り上げている。

#### 栽培・収穫体験授業
足立区内の平野小学校、栗原北小学校、千寿双葉小学校では、固定種を使った千住葱の栽培授業が行われている。固定種を使うことにより収穫後に種が採取できるため、下級生に種を引き継ぐことができ次年度の作付けに使用できることから、地元農業や食、種をつないでいくことを学んでいる。このうち千寿双葉小学校は屋上菜園での栽培を行っている。
葛飾区の新宿小学校では葛飾区教育振興ビジョンの一環として、千住葱のこの地区の特産である「新宿（にいじゅく）一本ねぎ」を区内の農家に赴き小学生に収穫をしてもらい翌日の給食に提供されるという収穫体験授業が行われた。

### 奉納
2009年より毎年2月、浅草神社へ五穀豊穣と商売繁盛を祈願して、1885年（明治18年）創業の葱問屋「葱善」より、千住葱の奉納が行われている。

### メディア
日本テレビ系列のバラエティ番組『ザ!鉄腕!DASH!!』のコーナー「新宿DASH」では、新宿区のビルの屋上で栽培した千住葱を収穫して、味噌汁の具やそばの薬味に使用し、実際に番組内で食している。